# عقد 610 هـ
عقد 610 هـ هو الفترة بين عام 610 إلى 619 في التقويم الهجري، أي العشر سنوات الثانية من القرن السابع الهجري.